# Eglinton—Lawrence
Pour la circonscription provinciale, voir Eglinton—Lawrence (circonscription provinciale).
Circonscription électorale fédérale du Canada
Eglinton—Lawrence est une circonscription électorale fédérale en Ontario.

## Géographie
La circonscription est située dans le sud de l'Ontario, plus précisément une partie de la ville de Toronto. Elle inclut aussi une section de ce qui était auparavant la ville de North York. 
Les circonscriptions limitrophes sont Davenport, Don Valley-Ouest, Toronto—St. Paul's, Willowdale, York-Centre et York-Sud—Weston.

## Historique
La circonscription d'Eglinton–Lawrence a été créée en 1976 avec des parties des circonscriptions d'Eglinton, St. Paul's, York-Centre, York-Sud et York-Ouest.

## Députés
| Législature                                                              | Années        | Député              | Parti | Parti        |
| ------------------------------------------------------------------------ | ------------- | ------------------- | ----- | ------------ |
| Eglinton—Lawrence issue de Eglinton, York-Centre, York-Sud et York-Ouest |               |                     |       |              |
| 31e                                                                      | 1979–1980     | Roland de Corneille |       | Libéral      |
| 32e                                                                      | 1980–1984     | Roland de Corneille |       | Libéral      |
| 33e                                                                      | 1984–1988     | Roland de Corneille |       | Libéral      |
| 34e                                                                      | 1988–1993     | Joe Volpe           |       | Libéral      |
| 35e                                                                      | 1993–1997     | Joe Volpe           |       | Libéral      |
| 36e                                                                      | 1997–2000     | Joe Volpe           |       | Libéral      |
| 37e                                                                      | 2000–2004     | Joe Volpe           |       | Libéral      |
| 38e                                                                      | 2004–2006     | Joe Volpe           |       | Libéral      |
| 39e                                                                      | 2006–2008     | Joe Volpe           |       | Libéral      |
| 40e                                                                      | 2008–2011     | Joe Volpe           |       | Libéral      |
| 41e                                                                      | 2011–2015     | Joe Oliver          |       | Conservateur |
| 42e                                                                      | 2015–2019     | Marco Mendicino     |       | Libéral      |
| 43e                                                                      | 2019–2021     | Marco Mendicino     |       | Libéral      |
| 44e                                                                      | 2021–2025     | Marco Mendicino     |       | Libéral      |
| 45e                                                                      | 2025–en cours | Vince Gasparro      |       | Libéral      |

## Résultats électoraux
|       | Candidat           | Parti        | # de voix | % des voix |
|       | Joe Oliver         | Conservateur | +22 652,  | 46,81 %    |
|       | (x) Joe Volpe      | Libéral      | +18 590,  | 38,42 %    |
|       | Justin Chatwin     | NPD          | +05 613,  | 11,6 %     |
|       | Paul William Baker | Vert         | +01 534,  | 3,17 %     |
| Total | Total              | Total        | 48 389    | 100 %      |

|       | Candidat       | Parti        | # de voix | % des voix |
|       | Joe Oliver     | Conservateur | +17 073,  | 39,25 %    |
|       | (x) Joe Volpe  | Libéral      | +19 133,  | 43,99 %    |
|       | Justin Chatwin | NPD          | +03 663,  | 8,42 %     |
|       | Andrew James   | Vert         | +03 629,  | 8,34 %     |
| Total | Total          | Total        | 43 498    | 100 %      |